# Embassament de l'Orava
L'embassament de l'Orava situat al nord d'Eslovàquia, forma el llac més gran d'aquest país (35,2 km²). Va ser creat per la construcció d'una presa entre 1941 i 1953 a les dues primeres confluències del riu Orava. Diversos pobles van haver de ser inundats per a aquest propòsit. Probablement el més conegut d'ells era Slanica, el lloc de naixement del clergue intel·lectual eslovac Anton Bernolák (Antonius Bernolacius). Avui dia, el pantà està protegit per l'àrea de Paisatge Protegit d'Horná Orava.
La profunditat mitjana del pantà és de 15 metres. A l'extensió nord-est del pantà es troba Vtáčí Ostrov («Illa dels ocells»), una reserva ornitològica del govern. Espècie com garses, grans corbs de mar, pelicans i d'altres habiten en la reserva, que és una de les àrees més importants per als ocells d'Europa. Els aiguamolls prop de tot el pantà també es consideren com un dels més importants d'Europa. La protecció dels boscos que voregen el pantà d'Orava ha ajudat a prevenir la seva erosió.